# Scarabaeus bennigseni
Scarabaeus bennigseni är en skalbaggsart som beskrevs av Felsche 1907. Scarabaeus bennigseni ingår i släktet Scarabaeus och familjen bladhorningar. Inga underarter finns listade i Catalogue of Life.